# Menhir von Quélénec

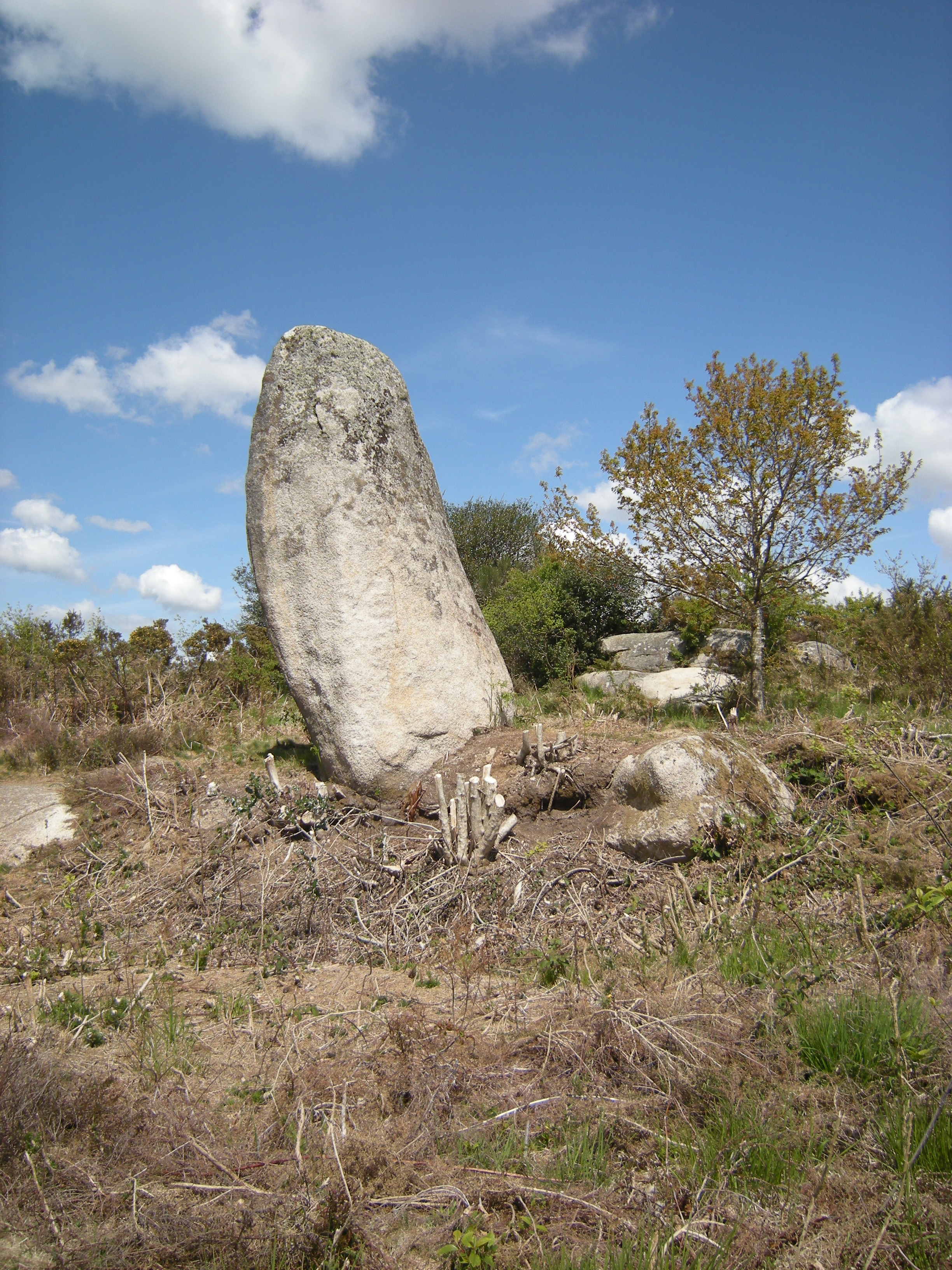
Menhir von Quélénec

Der Menhir von Quélénec (auch Le Pâtre des Vaches, Menhirs de Paotr Saout oder Pierre Quélène genannt) steht in einem Heideareal südlich der D20 östlich von Locarn im Westen des Département Côtes-d’Armor bei Carhaix-Plouguer im Département Finistère in der Bretagne in Frankreich.
Der Menhir aus lokalem Granit mit mittlerer Körnung hat eine Höhe von 4,45 m und eine Breite von 1,7 m. Früher gab es hier mehrere Menhire, deren Spuren noch auf dem Boden zu sehen sind.